# NGC 2808
NGC 2808 (również GCL 13 lub ESO 91-SC1) – gromada kulista znajdująca się w gwiazdozbiorze Kila. Jest położona w odległości 31,3 tys. lat świetlnych od Słońca i 36,2 tys. lat świetlnych od centrum Galaktyki. Odkrył ją James Dunlop 7 maja 1826 roku.
W 2003 roku odkryto, że gromada ta może pochodzić z nowo odkrytej galaktyki Karzeł Wielkiego Psa. Oprócz NGC 2808 podobne pochodzenie miałyby mieć obiekty Messier 79, NGC 1851 i NGC 2298.